# Kwadwo Duah
Kwadwo Duah (* 24. února 1997 Londýn) je švýcarský profesionální fotbalista, který hraje na pozici útočníka za bulharský klub PFK Ludogorec Razgrad a za švýcarský národní tým.

## Reprezentační kariéra
Duah debutoval ve švýcarské reprezentaci 4. června 2024 v přátelském utkání proti Estonsku. O tři dny později byl nominován na závěrečný turnaj EURO 2024. 15. června vstřelil svůj první reprezentační gól ve svém druhém zápase ve švýcarském dresu, a to při vítězství 3:1 nad Maďarskem v úvodním zápase turnaje.